# Denguin
Denguin – miejscowość i gmina we Francji, w regionie Nowa Akwitania, w departamencie Pireneje Atlantyckie.
Według danych na rok 1990 gminę zamieszkiwały 1322 osoby, a gęstość zaludnienia wynosiła 108 osób/km² (wśród 2290 gmin Akwitanii Denguin plasuje się na 327. miejscu pod względem liczby ludności, natomiast pod względem powierzchni na miejscu 917.).